# Georg Hirschbrich

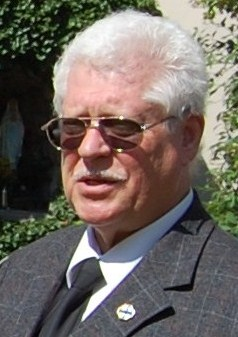
Georg Hirschbrich
(Sommer 2011)

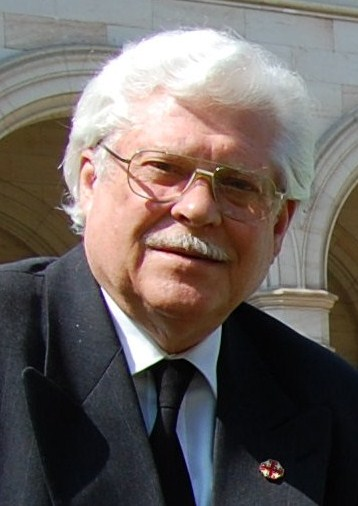
Georg Hirschbrich
(Frühjahr 2010)

Georg Hirschbrich (* 16. September 1939 in Guhrau, Niederschlesien; † 23. Januar 2012 in Würzburg) war ein römisch-katholischer Geistlicher und Dekan. Er schuf 2001 das Kardinal-Döpfner-Museum im früheren Kloster Hausen.

## Leben
Nach der Vertreibung von 1945 wuchs Hirschbrich zunächst in Sonneberg (Thüringen) auf. Während die Mutter und zwei Brüder weiterhin in Sonneberg blieben, wurde Hirschbrich 1950 auf Empfehlung seines Sonneberger Pfarrers Wilhelm Zirkelbach, bei dem Hirschbrich Messdiener war, als Elfjähriger nach Würzburg auf das bischöfliche Knabenseminar Kilianeum geschickt. Bis zum Bau der Berliner Mauer im Jahr 1961 besuchte er in den Ferien regelmäßig seine Familie in Thüringen.
Nach seinem Abitur im Jahr 1959 studierte Hirschbrich an den Universitäten Würzburg und München Katholische Theologie. Am 29. Juni 1965 erhielt er in Bad Kissingen durch Bischof Josef Stangl die Priesterweihe. Anschließend war er Kaplan in Kitzingen, der St.-Nikolaus-Kirche in Goldbach und der Christkönig-Kirche in Schweinfurt-Bergl.
In den 35 Jahren von 1974 bis 2009 wirkte Hirschbrich als Pfarrer der Heilig-Kreuz-Kirche im Bad Kissinger Ortsteil Hausen, dem Geburtsort von Kardinal Julius Döpfner, mit gleichzeitiger Zuständigkeit für den Nachbarortsteil Kleinbrach. Von 1975 bis 2005 war er zusätzlich Präses für Liturgie und Kirchenmusik für das Dekanat Bad Kissingen. Von 1979 bis 1981 betreute er außerdem die Pfarrei Steinach (Ortsteil von Bad Bocklet) an der Fränkischen Saale. Seit 1985 war er im Nebenamt auch Kurseelsorger im bayerischen Staatsbad Bad Kissingen. Von 1990 bis 2000 war Hirschbrich stellvertretender Dekan, von 2000 bis 2005 Dekan des Dekanats Bad Kissingen. Im Jahr 2002 wurde er zudem Seelsorger und Pfarradministrator von Rottershausen, zeitweise auch von Bad Bocklet.
Zum 25. Todestag von Julius Döpfner (24. Juli 2001) schuf Hirschbrich im früheren Kloster Hausen das kleine Kardinal-Döpfner-Museum als Gedenkstätte an den bekannten Kardinal. Im Jahr 2002 wurde er als Ritter in den Ritterorden vom Heiligen Grab zu Jerusalem aufgenommen, später wurde er Komtur.
Am 1. Oktober 2009 ging Hirschbrich als Pfarrer in den dauernden Ruhestand. Gleichzeitig erhielt er einen Seelsorgeauftrag für die „Pfarreiengemeinschaft Immanuel Oerlenbach“ mit den Pfarreien Alle Heiligen in Ebenhausen, St. Martin in Eltingshausen und St. Burkard in Oerlenbach mit der Filiale Rottershausen sowie für Gottesdienste in den Kliniken im Bereich Bad Kissingen.
Hirschbrich organisierte seit 1979 als geistlicher Reiseleiter für die Diözese Würzburg zahlreiche Fahrten ins Heilige Land, aber auch nach Indien, China, Mexiko und in die USA. Außerdem leitete er Wallfahrten zu den bedeutenden Pilgerorten Europas. Als aktives Mitglied der Freiwilligen Feuerwehr Hausen erwarb er das Goldene Leistungsabzeichen.
Hirschbrich starb am 23. Januar 2012 im Alter von 72 Jahren in der Universitätsklinikum Würzburg an Krebs. Er wurde am 27. Januar auf dem Friedhof Hausen beigesetzt.

## Auszeichnungen
- 2002: Ritter im Ritterorden vom Heiligen Grab zu Jerusalem, danach Komtur[8]
- Goldenes Feuerwehr-Leistungsabzeichen
- 2011: Silberne Bürgermedaille der Stadt Bad Kissingen[9]